# Flentrop

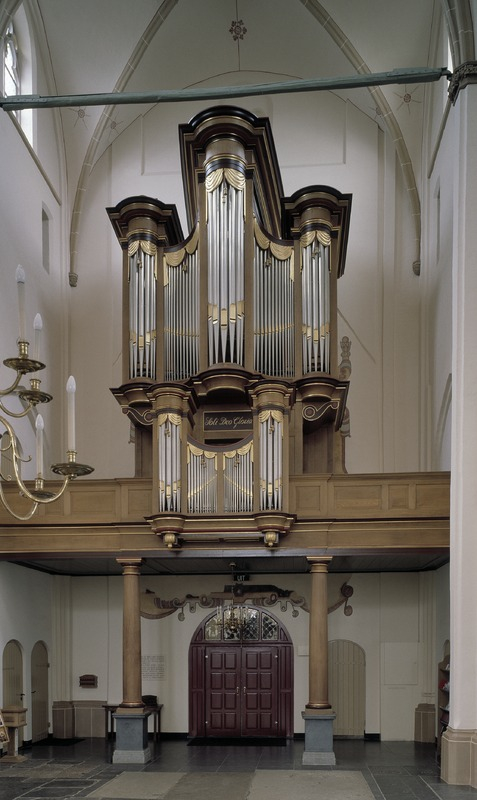
Flentrop orgel i Hattem.

Flentrop är ett nederländskt orgelbyggeri som har sin verkstad i Zaandam i Noord-Holland. Det grundades 1903 av Hendrik Wicher Flentrop från Koog aan de Zaan.

## Historik
Hendrik Wicher Flentrop var ursprungligen målare till yrket och organist i kyrkan i Zaandam. År 1903 startade han en piano- och orgelfirma. Han startade företaget bland annat för att han ogillade den renovering som gjorts av orgeln i Zaandammkyrkan. År 1915 byggdes den första nya orgeln. Han korresponderade med orgelverkskännaren Albert Schweitzer vilket resulterade i företagets kravspecifikationer för orgelbyggande. 
Företaget övertogs av Dirk Andries Flentrop, son till grundaren och Christina Anna Dekker, år 1940. Under hans ledning restaurerades bland annat orglarna i Hans van Covelen, i den stora kyrkan i Alkmaar, och Schnitgerorgeln i kyrkan vid Zwolle och Laurenskerk i Alkmaar. Dessutom byggdes ett stort antal instrument i USA och två orglar restaurerades i Mexico City. I Sverige byggde företaget orglarna i Eslövs kyrka (1953) och Sofia Albertina kyrka i Landskrona (1959).
Mellan åren 1976 och 1998 leddes företaget av JA Steketee. Under hans ledning blev Johannes Duyschotsorgeln i Westzijderkerk i Zaandam restaurerad. Arbeten har även utförts i Taipei, Riga, Tokyo, Dunblane, Kazan, och Jerevan. Dessutom byggdes orgeln i Holy Name Cathedral i Chicago, och i Nederländerna restaurerade företaget bland annat orglarna i kyrkorna Westerkerk och Concertgebouw i Amsterdam samt Sint-Janskathedraal i 's-Hertogenbosch.
Cees van Oostenbrugge ledde företaget mellan åren 1998 och 2008. Bland annat restaurerade företaget Hans van Covelens orgel från 1511, vilket är den äldsta spelbara orgeln i Nederländerna.
Cees van Oostenbrugge avled år 2008, inte långt före sin pensionering. Företaget övertogs då av Frits Elshout och Erik Winkel.